# Alpi Pennine
Le Alpi Pennine (dal latino Alpes Poeninae - dette anche Alpi del Vallese) sono una parte della catena montuosa delle Alpi. Secondo la Partizione delle Alpi fanno parte delle Alpi Centrali, mentre secondo la SOIUSA appartengono alle Alpi Nord-Occidentali.

## Toponimo
Le Alpi Pennine sono così chiamate dalla radice pre-latina "pen" (che significa: monte).

## Definizione

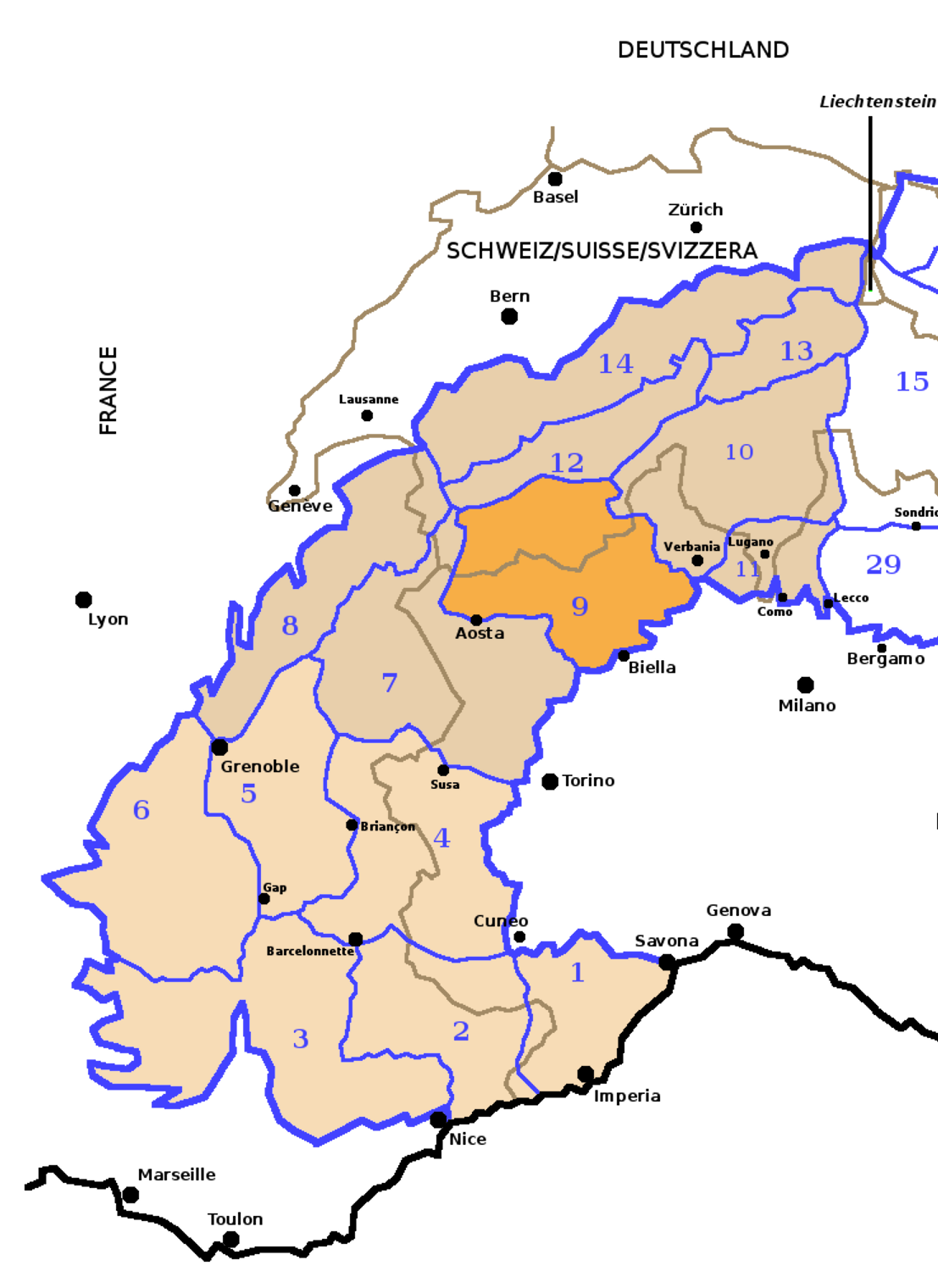
Le Alpi Pennine (sezione n. 9) all'interno delle Alpi Centrali.

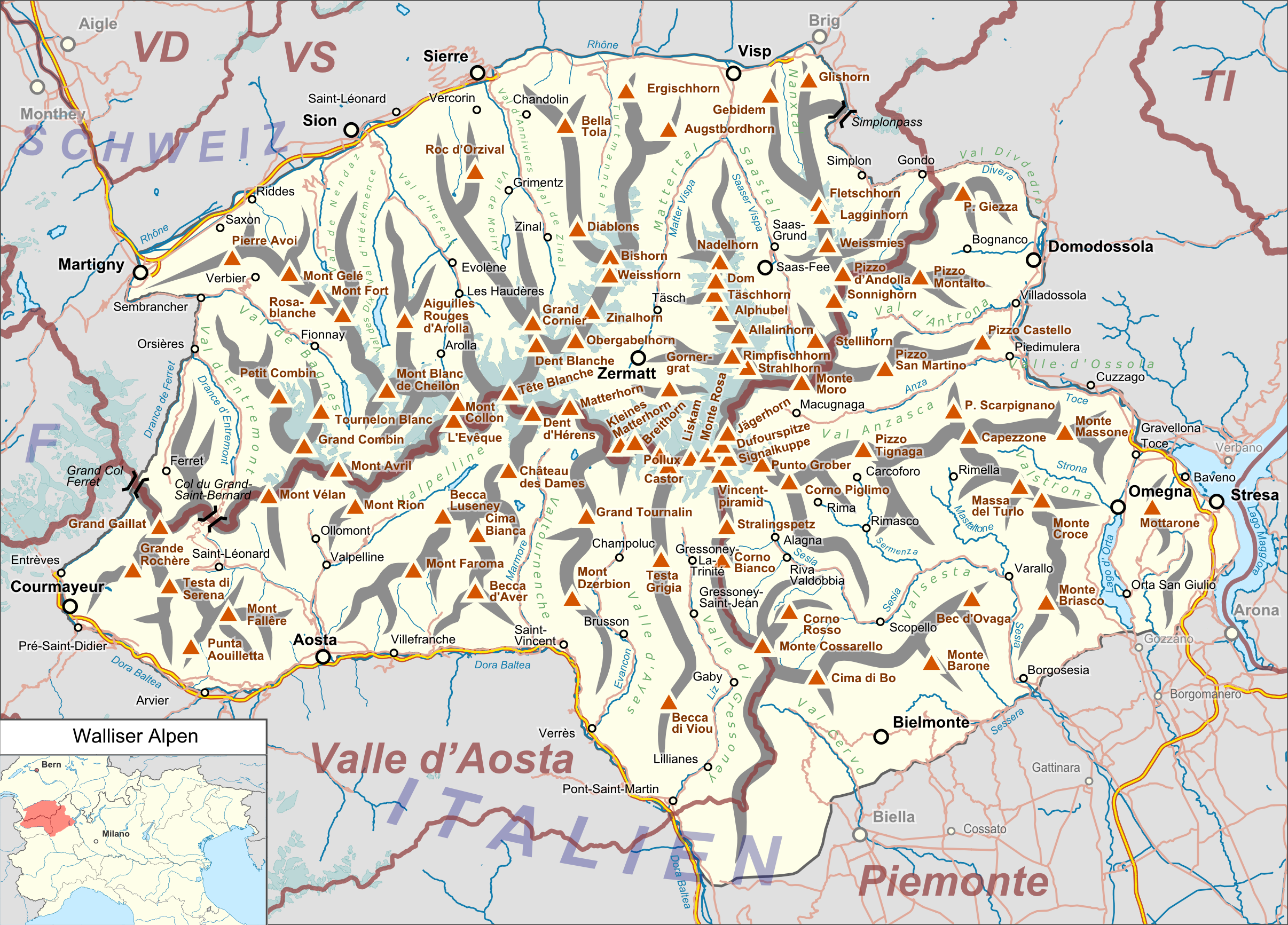
Cartina dettagliata delle Alpi Pennine.

Talvolta si distingue tra Alpi del Vallese ed Alpi Pennine suddividendo la parte svizzera ed italiana di questo gruppo montuoso. Secondo la classificazione della SOIUSA, si intendono come sinonimi Alpi Pennine ed Alpi del Vallese.

## Caratteristiche
Esse sono collocate in Italia (Piemonte e Valle d'Aosta) e in Svizzera (Vallese, Ticino e in parte altri cantoni elvetici).
Dal versante italiano sono alimentati i fiumi Dora Baltea, Sesia e Toce, tutti affluenti del Po. Dal versante svizzero viene alimentato il fiume Rodano.
Costituiscono un potente bastione ed un maestoso complesso glaciale. Spiccano in esso vette di poco inferiori in altitudine al Monte Bianco come il Cervino (4.478 m) ed il Monte Rosa (4.638 m).
Presentano due valichi importanti per il transito con la Svizzera: quello del Gran San Bernardo (tra la Valle d'Aosta ed il Vallese svizzero), e quello del Sempione, che collega la provincia italiana del Verbano-Cusio-Ossola, col comune di Brig, sempre nel Vallese; sotto i passi passano rispettivamente il traforo del Gran San Bernardo e quello del Sempione.
Dal punto di vista orografico solamente la sottosezione Alpi Biellesi e Cusiane non è lungo la catena principale alpina.

## Delimitazioni
Confinano:
- a nord con le Alpi Bernesi e separate dal corso del fiume Rodano;
- a nord-est con le Alpi Lepontine e separate dal passo del Sempione;
- a sud-est si stemperano nella pianura padana;
- a sud-ovest e ad ovest con le Alpi Graie e separate dal Col Petit Ferret.

Nel dettaglio i limiti geografici sono: Petit col Ferret (2.490 m), torrente Drance di Ferret, Orsières, Drance d'Entremont, Sembrancher, Dranse, Martigny, Rodano (Sion, Sierre, Visp, Briga), Saltina, Passo del Sempione (2.008 m), confine italo-svizzero, Diveria, Toce, Lago Maggiore, Pianura piemontese (linea Borgosesia, Biella, Ivrea), Dora Baltea (Châtillon, Aosta, Courmayeur), Dora di Ferret, Petit col Ferret.

## Classificazione

### Classificazione SOIUSA

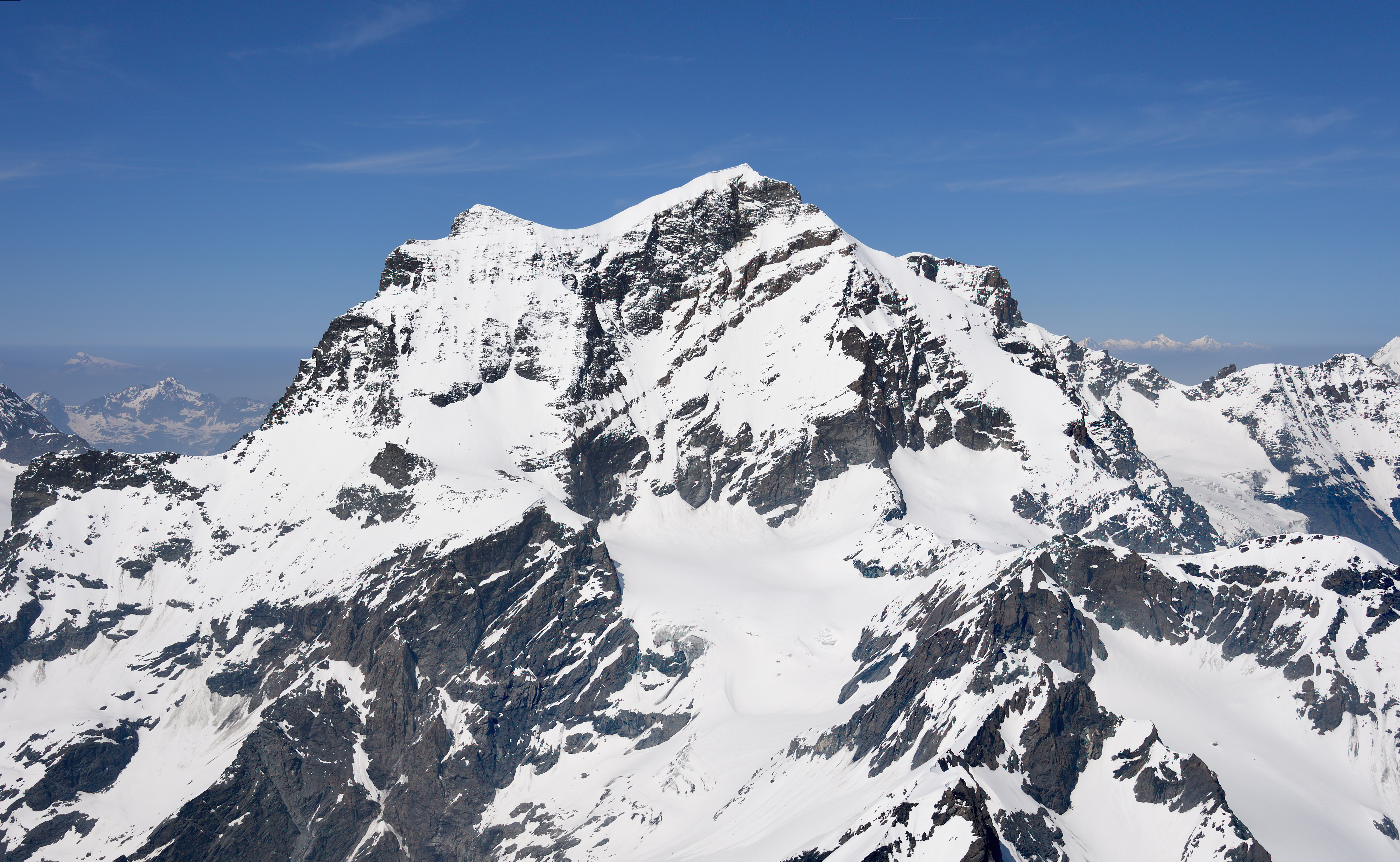
Grand Combin

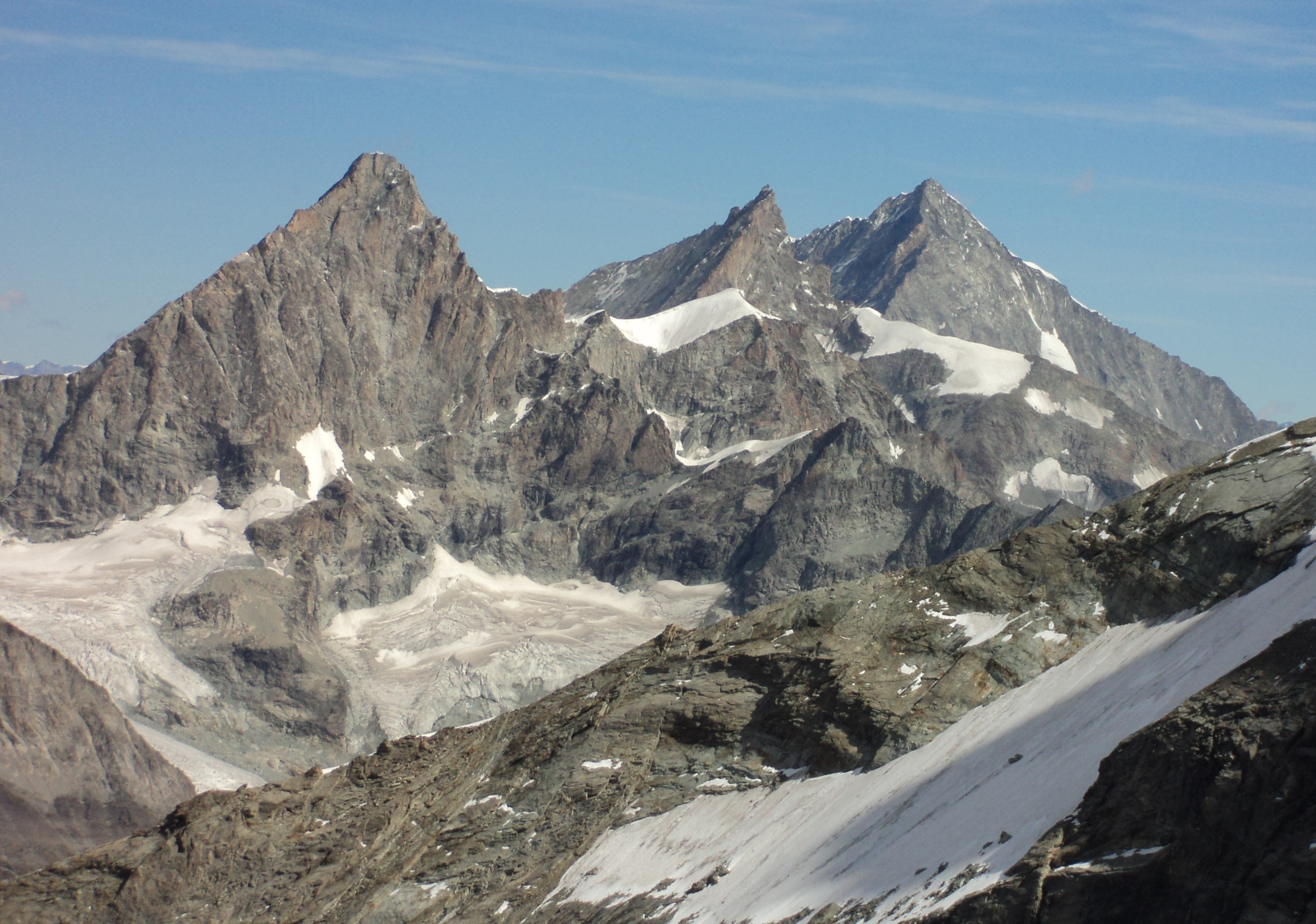
Weisshorn

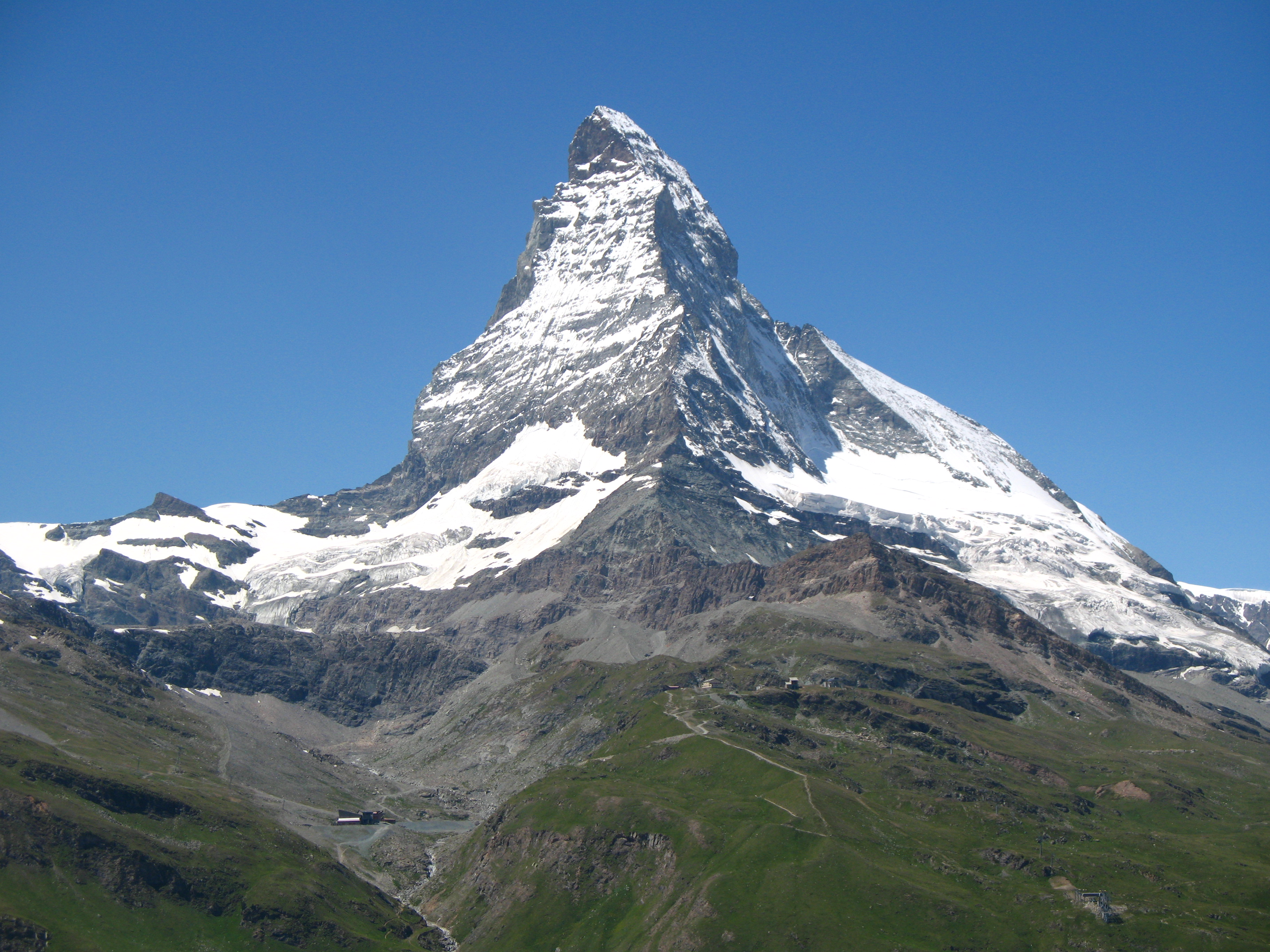
Parete nord e est del Cervino

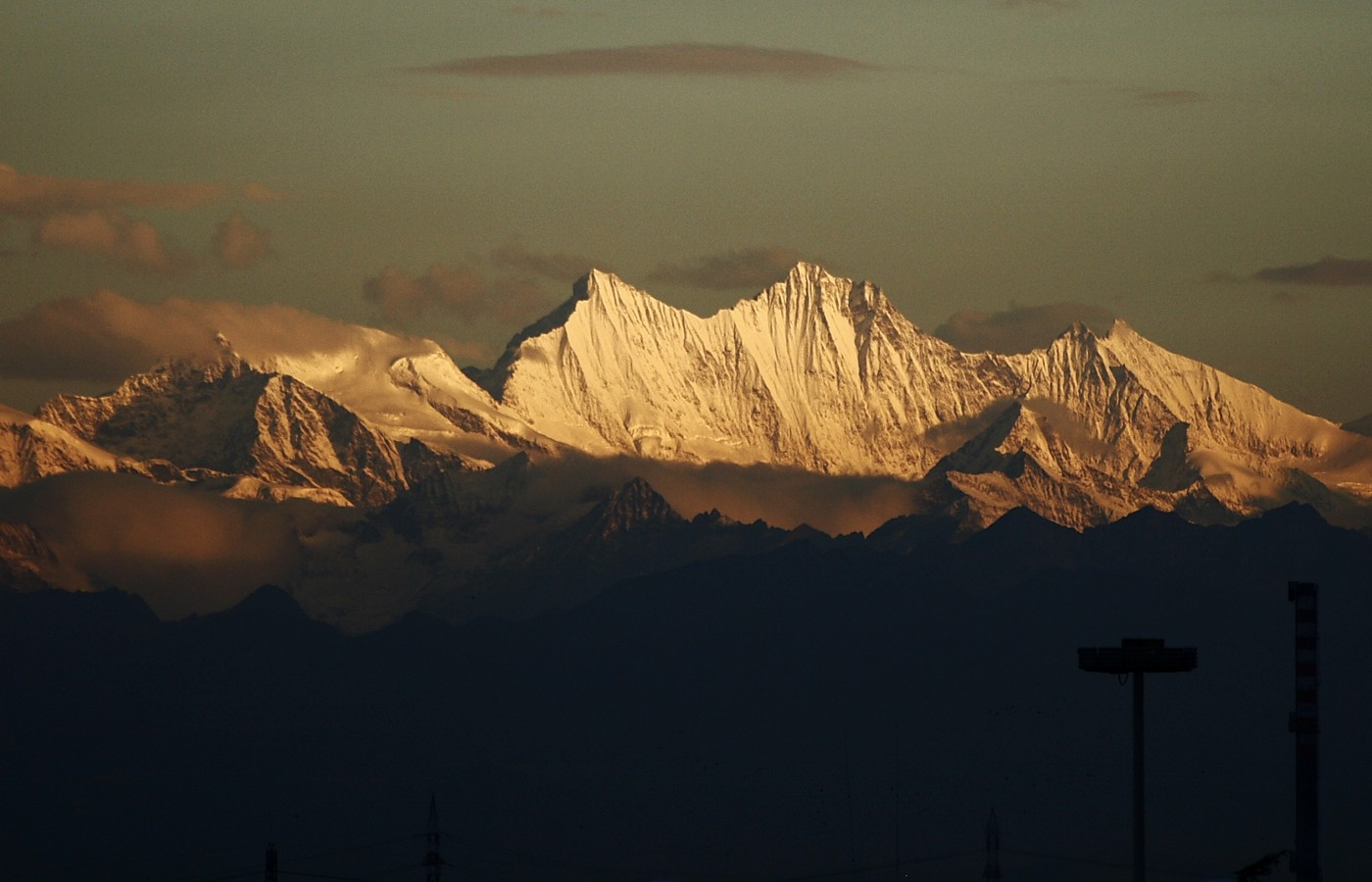
Massiccio del Mischabel

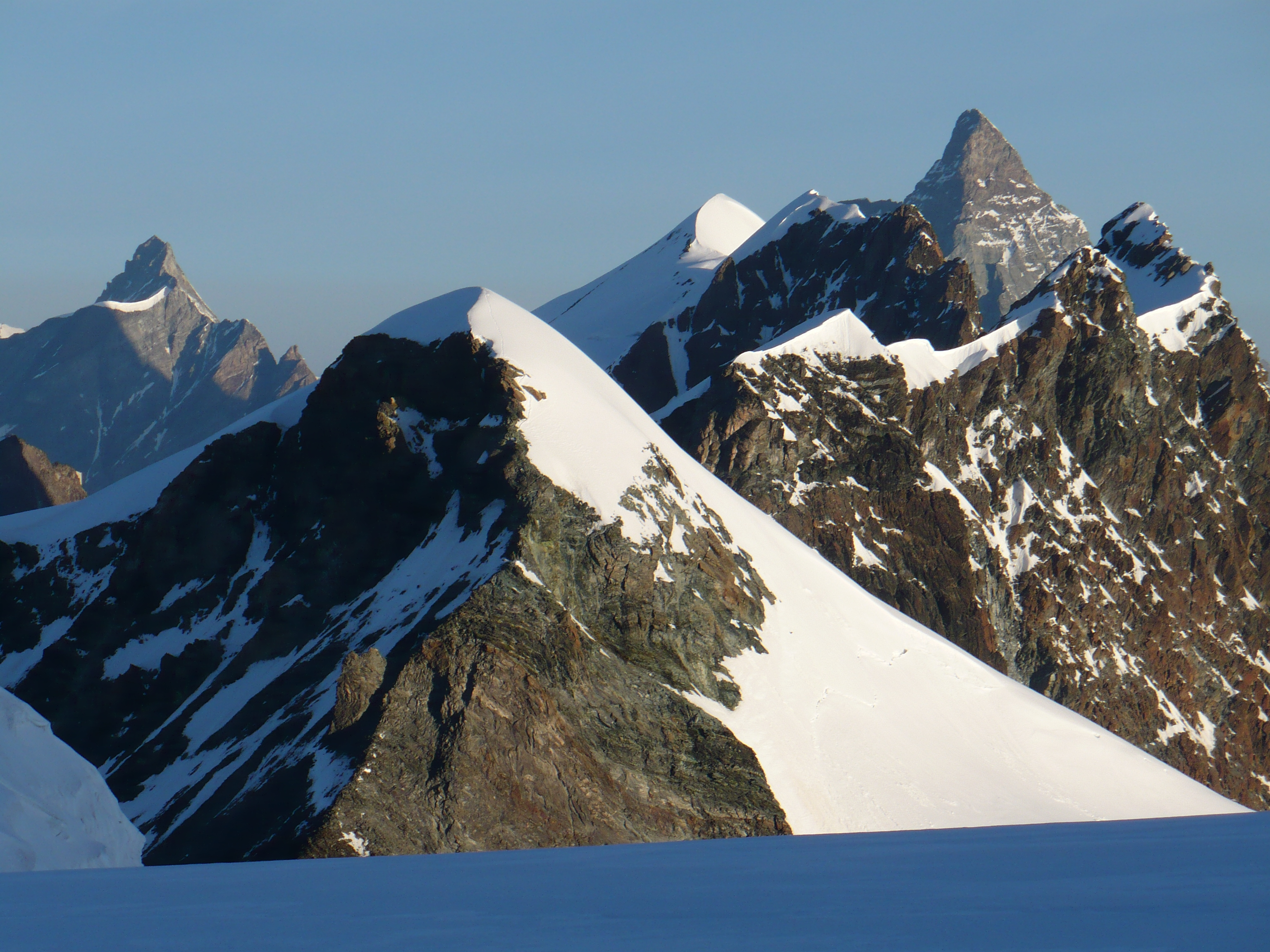
Alcune delle vette delle Alpi Pennine: in primo piano il Polluce e poi il Breithorn. Sullo sfondo a destra il Cervino e sulla sinistra la Dent d'Hérens.

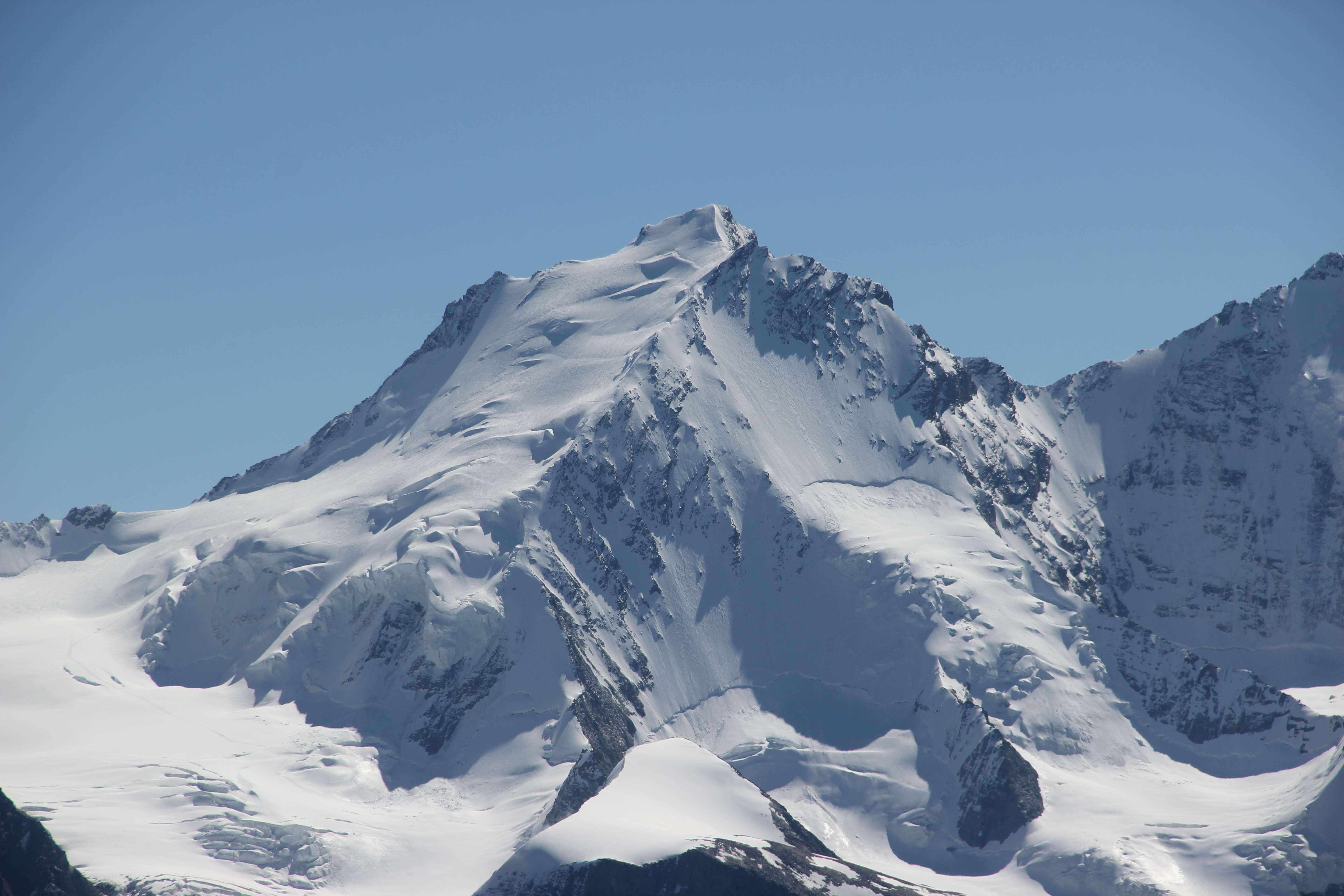
Il Monte Dom

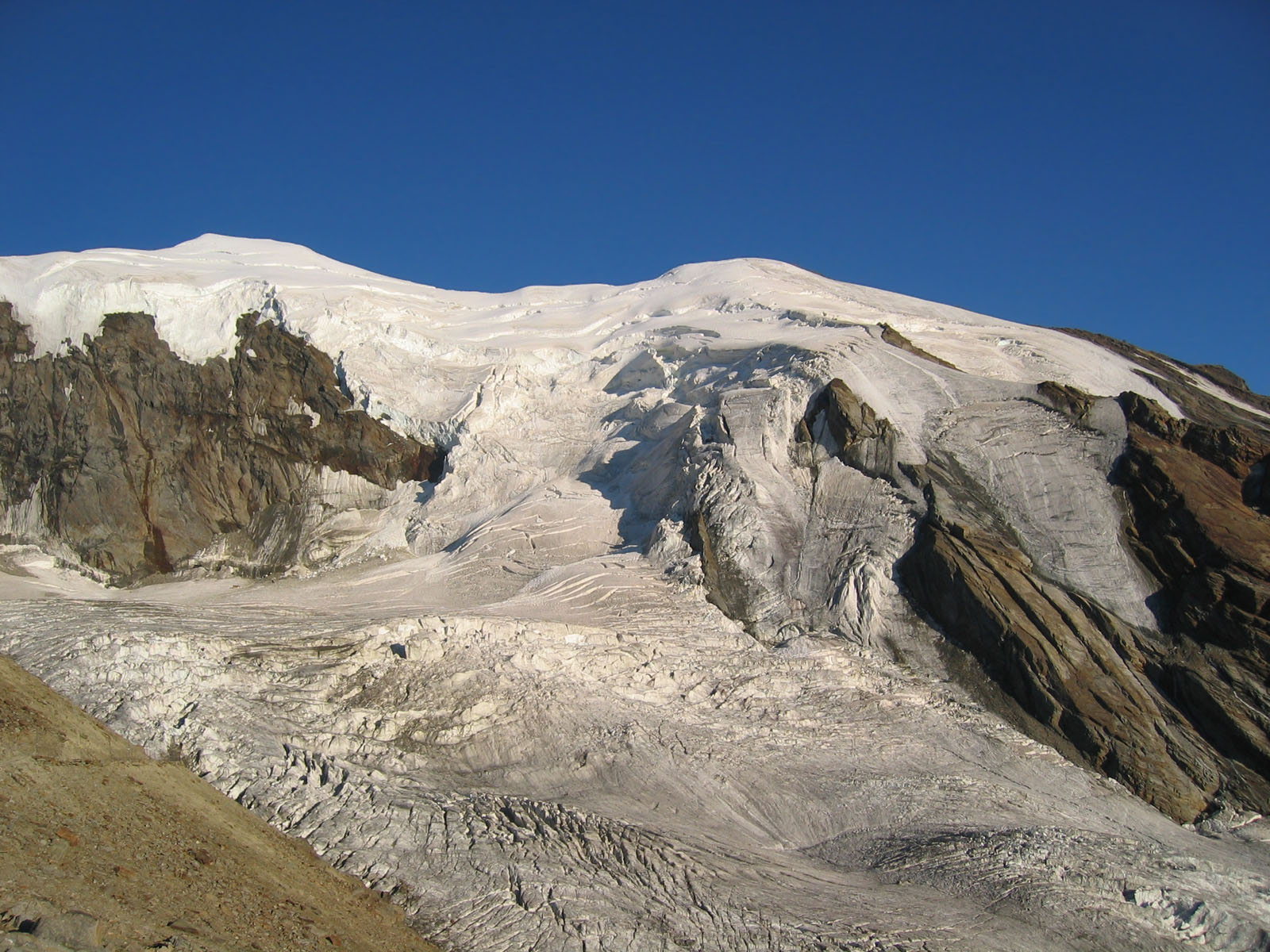
Weissmies

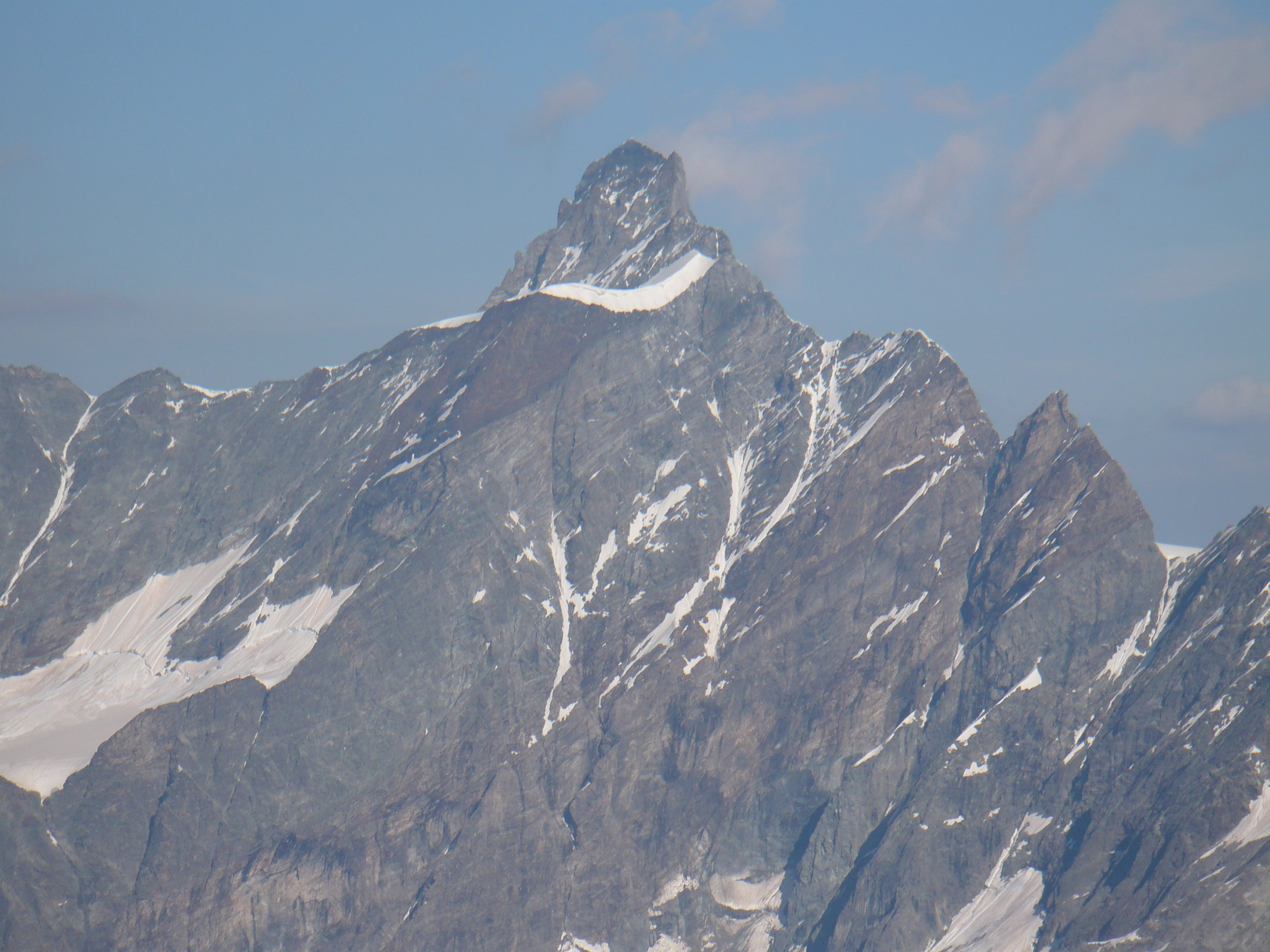
Dent d'Herens

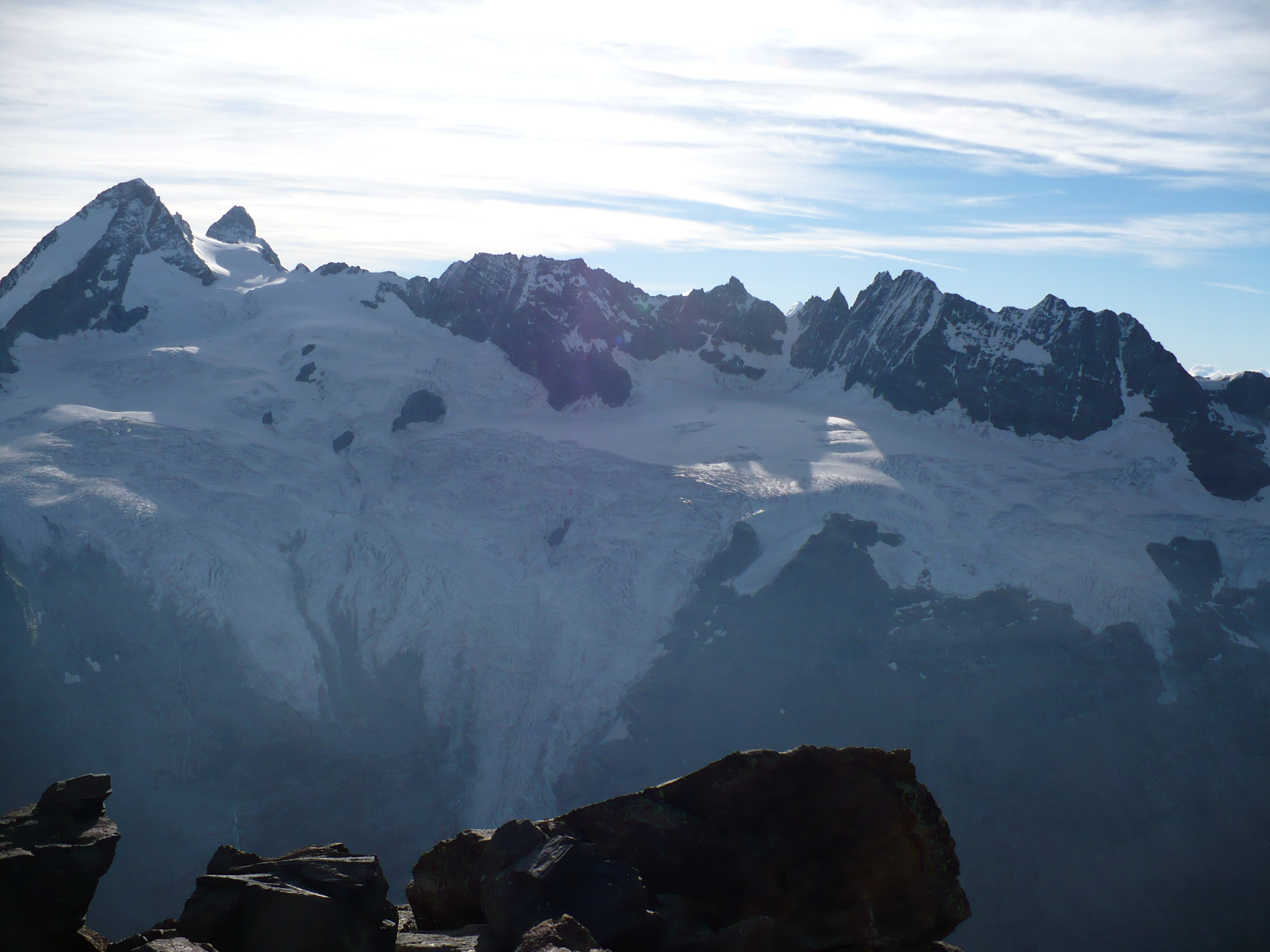
Grandes Murailles

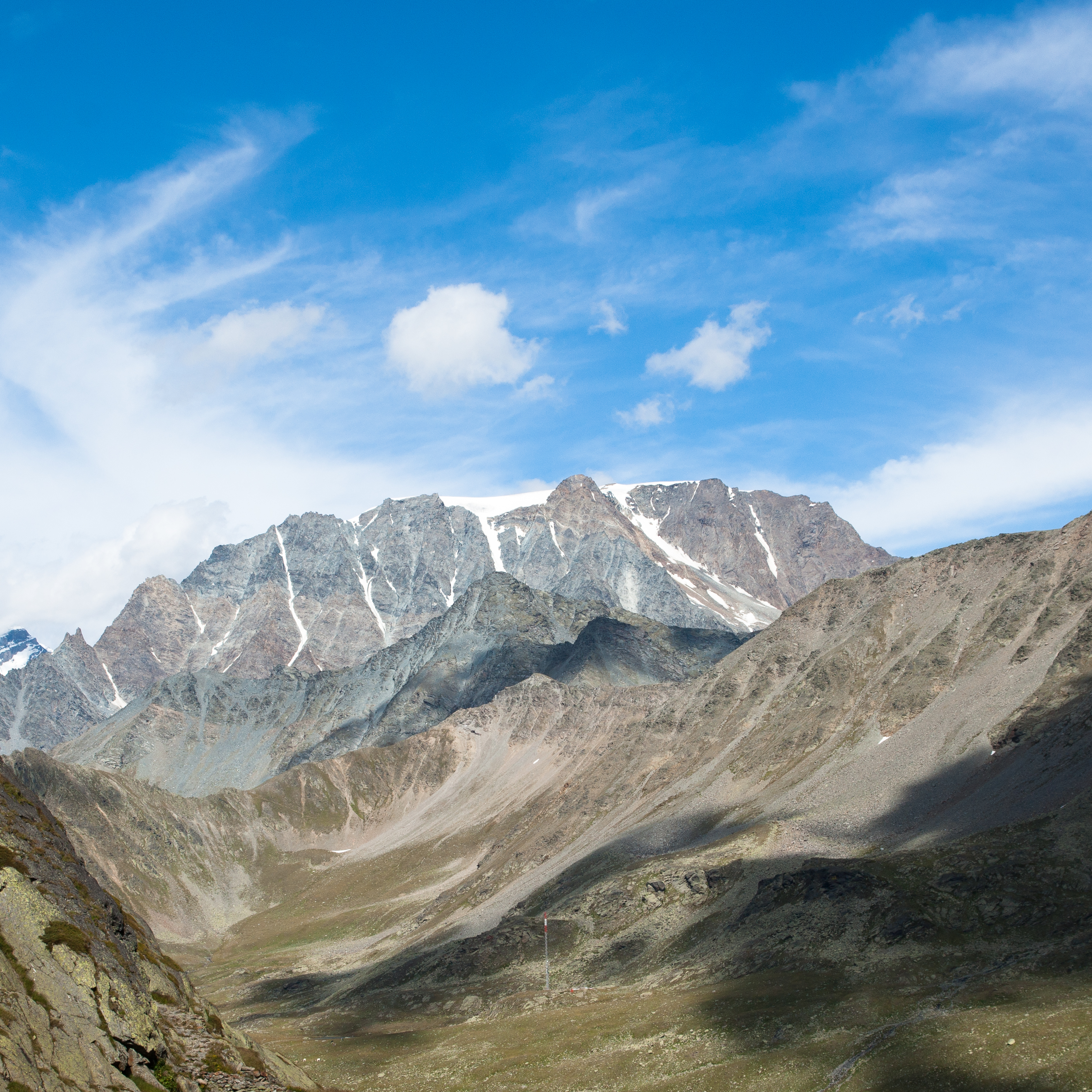
Mont Vélan

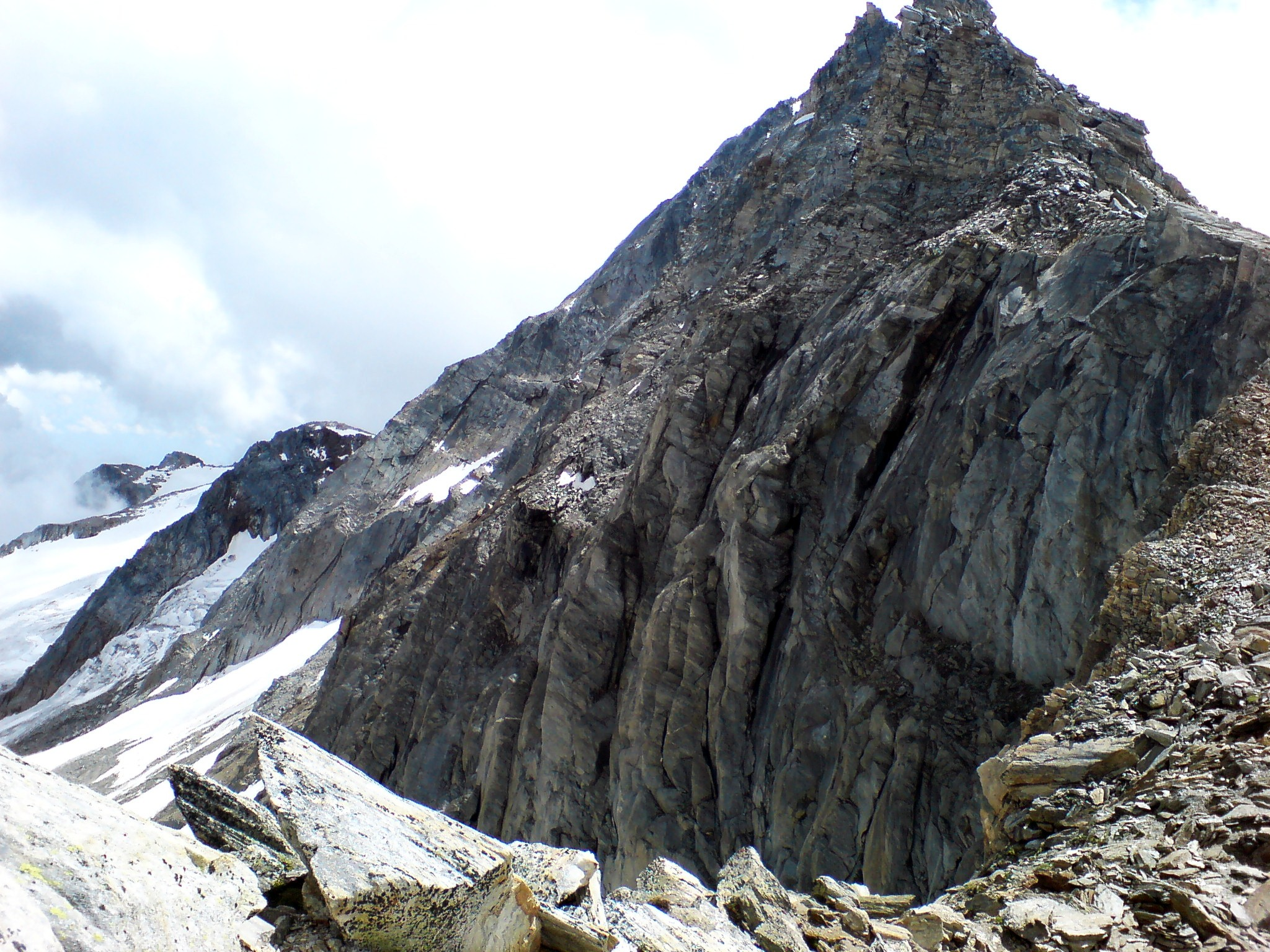
Pizzo d'Andolla

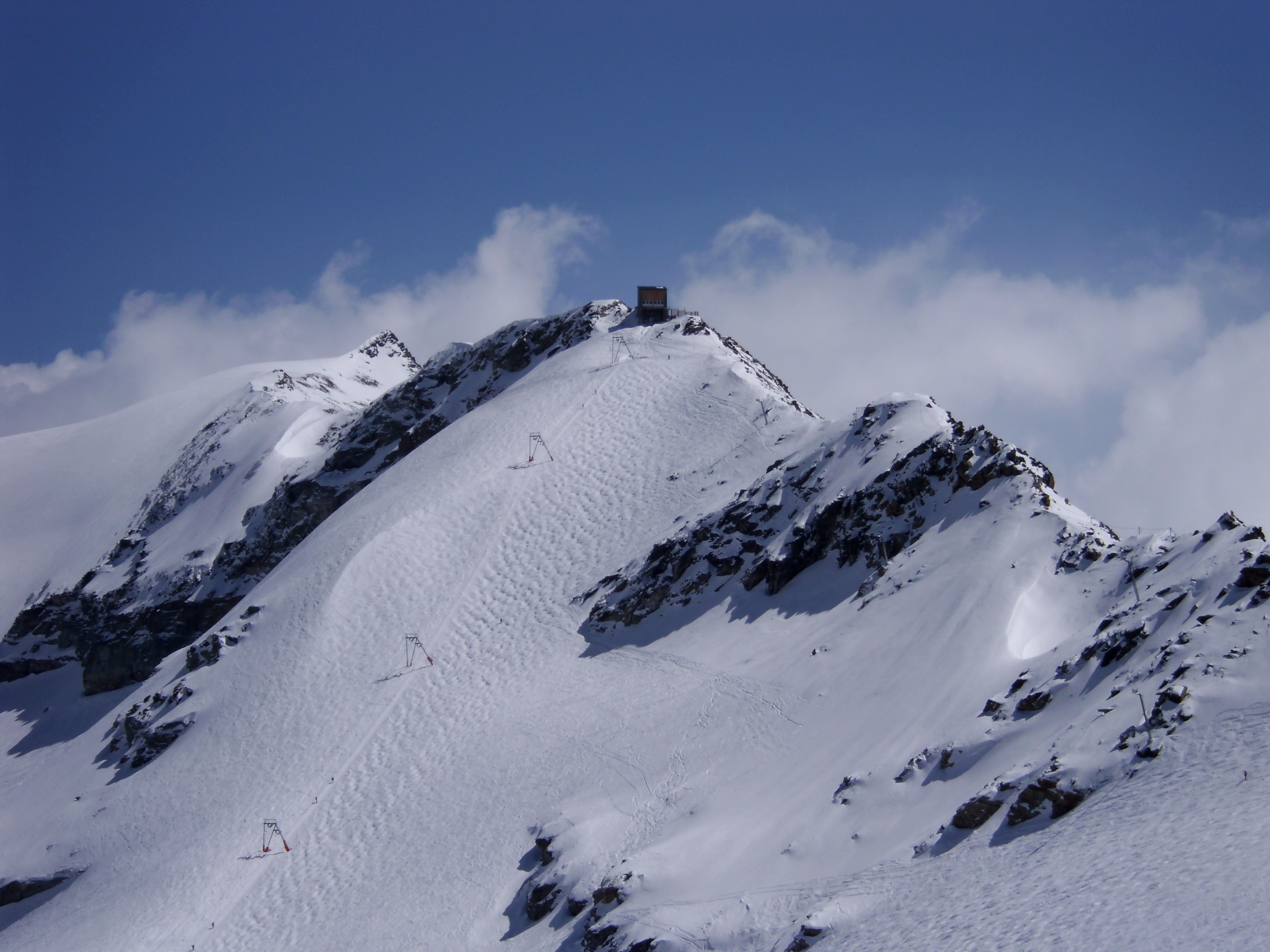
Stockhorn

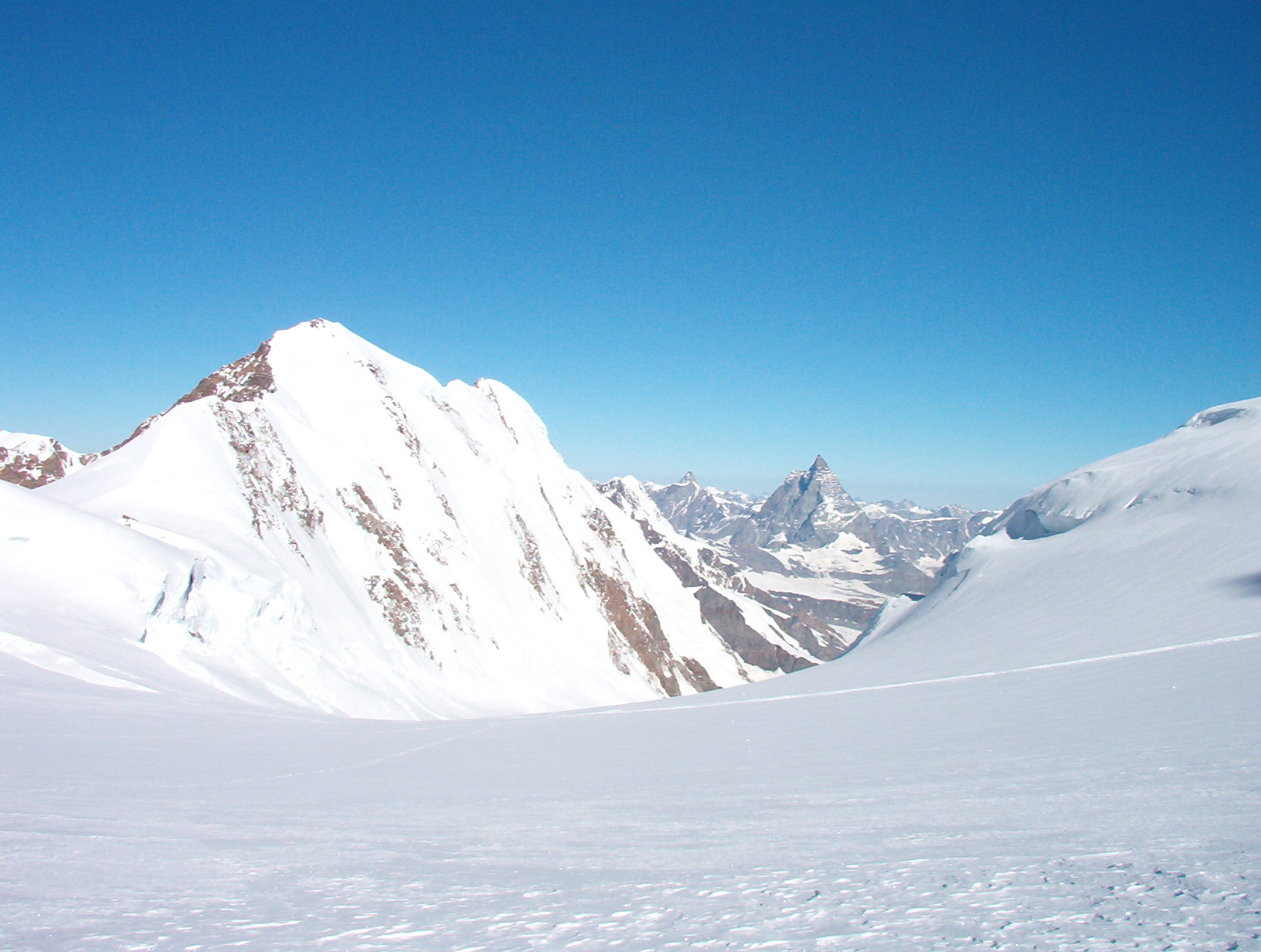
Colle del Lys

Secondo la recente classificazione della SOIUSA le Alpi Pennine sono una sezione delle Alpi Occidentali ed a loro volta contengono 5 sottosezioni e 16 supergruppi:
- Alpi del Grand Combin
  - Catena Grande Rochère-Grand Golliaz
  - Catena Grand Combin-Monte Vélan
  - Catena Gelé-Collon
  - Catena Arolla-Cheilon-Pleureur
- Alpi del Weisshorn e del Cervino
  - Catena Bouquetins-Cervino
  - Catena Luseney-Cian
  - Catena Dent Blanche-Grand Cornier
  - Catena Weisshorn-Zinalrothorn
- Alpi del Mischabel e del Weissmies
  - Massiccio del Mischabel
  - Catena dell'Andolla
  - Catena del Weissmies.
- Alpi del Monte Rosa
  - Gruppo del Monte Rosa
  - Contrafforti valdostani del Monte Rosa
  - Contrafforti valsesiani del Monte Rosa
- Alpi Biellesi e Cusiane
  - Alpi Biellesi
  - Alpi Cusiane

### Partizione delle Alpi
Le Alpi Pennine secondo la Partizione delle Alpi del 1926, e secondo i testi recenti su questa basati, sono una sezione delle Alpi centrali e sono suddivise in alcuni massicci principali:
- Massiccio del monte Rosa lungo la linea di confine italo-Svizzera,
- Massiccio del Mischabel in territorio svizzero a nord del monte Rosa,
- Gruppo Cervino-Dent d'Hérens ad ovest del monte Rosa lungo la linea di confine italo-Svizzera,
- Grand Combin-Arolla ad ovest del Dent d'Hérens lungo la linea di confine italo-Svizzera,
- Weissmies - Andolla ad est del monte Rosa.

## Vette più alte di 4.000 metri
Nelle Alpi Pennine vi sono 41 vette sopra i 4.000 metri. Gli altri 4000 si trovano nel Massiccio del Monte Bianco ed in altri 4 massicci per un totale di 82 vette sopra i 4000 nelle Alpi.
| n° | Altitudine              | Vetta                                     | Sottosezione alpina                |
| -- | ----------------------- | ----------------------------------------- | ---------------------------------- |
| 1  | 4.634 m                 | Punta Dufour                              | Alpi del Monte Rosa                |
| 2  | 4.612 m (I) - 4609 (CH) | Punta Nordend                             | Alpi del Monte Rosa                |
| 3  | 4.563 m                 | Punta Zumstein                            | Alpi del Monte Rosa                |
| 4  | 4.554 m                 | Punta Gnifetti                            | Alpi del Monte Rosa                |
| 5  | 4.545 m                 | Dom                                       | Alpi del Mischabel e del Weissmies |
| 6  | 4.527 m                 | Lyskamm Orientale                         | Alpi del Monte Rosa                |
| 7  | 4.505 m                 | Weisshorn                                 | Alpi del Weisshorn e del Cervino   |
| 8  | 4.491 m                 | Täschhorn                                 | Alpi del Mischabel e del Weissmies |
| 9  | 4.481 m (I) - 4479 (CH) | Lyskamm Occidentale                       | Alpi del Monte Rosa                |
| 10 | 4.477 m                 | Cervino                                   | Alpi del Weisshorn e del Cervino   |
| 11 | 4.436 m (I) - 4432 (CH) | Punta Parrot                              | Alpi del Monte Rosa                |
| 12 | 4.357 m                 | Dent Blanche                              | Alpi del Weisshorn e del Cervino   |
| 13 | 4.342 m (I) - 4341 (CH) | Ludwigshöhe                               | Alpi del Monte Rosa                |
| 14 | 4.327 m                 | Nadelhorn                                 | Alpi del Mischabel e del Weissmies |
| 15 | 4.322 m                 | Corno Nero                                | Alpi del Monte Rosa                |
| 16 | 4.314 m                 | Grand Combin de Grafeneire (Grand Combin) | Alpi del Grand Combin              |
| 17 | 4.294 m                 | Lenzspitze                                | Alpi del Mischabel e del Weissmies |
| 18 | 4.241 m                 | Stecknadelhorn                            | Alpi del Mischabel e del Weissmies |
| 19 | 4.228 m (CH) - 4221 (I) | Castore                                   | Alpi del Monte Rosa                |
| 20 | 4.221 m                 | Zinalrothorn                              | Alpi del Weisshorn e del Cervino   |
| 21 | 4.219 m                 | Hohberghorn                               | Alpi del Mischabel e del Weissmies |
| 22 | 4.215 m                 | Piramide Vincent                          | Alpi del Monte Rosa                |
| 23 | 4.206 m                 | Alphubel                                  | Alpi del Mischabel e del Weissmies |
| 24 | 4.199 m                 | Rimpfischhorn                             | Alpi del Mischabel e del Weissmies |
| 25 | 4.190 m                 | Strahlhorn                                | Alpi del Mischabel e del Weissmies |
| 26 | 4.184 m                 | Grand Combin de Valsorey (Grand Combin)   | Alpi del Grand Combin              |
| 27 | 4.179 m (I) - 4171 (CH) | Dent d'Hérens                             | Alpi del Weisshorn e del Cervino   |
| 28 | 4.165 m (I) - 4164 (CH) | Breithorn Occidentale                     | Alpi del Monte Rosa                |
| 29 | 4.160 m (I) - 4159 (CH) | Breithorn Centrale                        | Alpi del Monte Rosa                |
| 30 | 4.153 m                 | Bishorn                                   | Alpi del Weisshorn e del Cervino   |
| 31 | 4.141 m                 | Grand Combin de Tsessette (Grand Combin)  | Alpi del Grand Combin              |
| 32 | 4.141 m (I) - 4139 (CH) | Breithorn Orientale                       | Alpi del Monte Rosa                |
| 33 | 4.106 m                 | Breithornzwillinge (Monte Breithorn)      | Alpi del Monte Rosa                |
| 34 | 4.092 m (CH) - 4091 (I) | Polluce                                   | Alpi del Monte Rosa                |
| 35 | 4.075 m                 | Roccia Nera (Monte Breithorn)             | Alpi del Monte Rosa                |
| 36 | 4.063 m                 | Obergabelhorn                             | Alpi del Weisshorn e del Cervino   |
| 37 | 4.046 m                 | Punta Giordani                            | Alpi del Monte Rosa                |
| 38 | 4.035 m                 | Dürrenhorn                                | Alpi del Mischabel e del Weissmies |
| 39 | 4.027 m                 | Allalinhorn                               | Alpi del Mischabel e del Weissmies |
| 40 | 4.023 m                 | Weissmies                                 | Alpi del Mischabel e del Weissmies |
| 41 | 4.010 m                 | Lagginhorn                                | Alpi del Mischabel e del Weissmies |

## Altre vette
Altre vette del gruppo sono:
- Punta Margherita - 3.905 m
- La Ruinette - 3.875 m
- Jumeaux - 3.872 m
- Mont Blanc de Cheilon - 3.869 m
- Dents des Bouquetins (Cima Centrale) - 3.835 m
- Brunegghorn - 3.833 m
- Tête de Valpelline - 3.802 m
- Pigne d'Arolla - 3.796 m
- Mont Vélan - 3.734 m
- L'Evêque - 3.716 m
- Testa del Leone - 3.715 m
- La Sengla - 3.714 m
- Gran Becca Blanchen - 3.680 m
- Pizzo d'Andolla - 3.656 m
- Monte Collon - 3.637 m
- Punta Budden - 3.630 m
- Grand Tete de By - 3.588 m
- Monte Brulé - 3.591 m
- Becca d'Oren - 3.532 m
- Stockhorn - 3.532 m
- Becca Rayette - 3.529 m
- Monte Gelé - 3.518 m
- Becca di Luseney - 3.504 m
- Mont Morion (Punta Monro) - 3.502 m
- Punta Kurz - 3.496 m
- Château des Dames - 3.488 m
- Punta di Fontanella - 3.384 m
- Becca Vannetta - 3.361 m
- Corno Bianco - 3.320 m
- Grand Tournalin - 3.379 m
- Dôme de Cian - 3.351 m
- Monte Redessau - 3.253 m
- Becca du Merlo - 3.234 m
- Grande Rochère -3.326 m
- Grand Golliaz - 3.237 m
- Monte Faroma - 3.073 m
- Monte Fallère - 3.061 m
- Arolletta - 3.060 m
- Monte Tagliaferro - 2.964 m
- Becca di Viou - 2.856 m
- Monte della Meja - 2.812 m
- Cima Carnera - 2.741 m
- Pizzo Fornalino - 2.562 m
- Becca d'Aver - 2.469 m
- Monte Capezzone - 2.421 m
- Altemberg - 2.395 m
- Monte Massone - 2.161 m
- Monte Cerano - 1.702 m
- Mottarone - 1.492 m

## Valichi

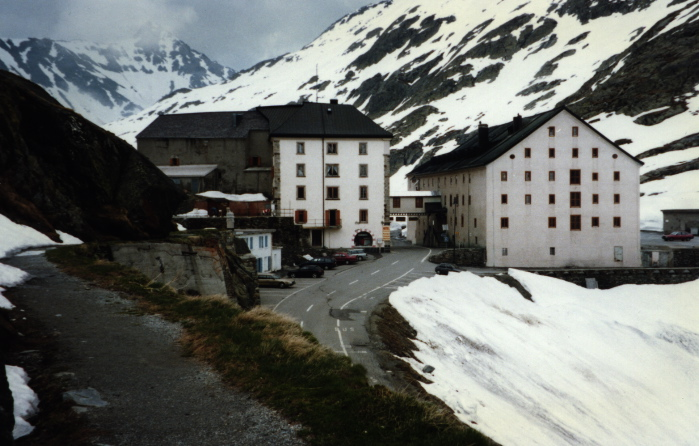
Colle del Gran San Bernardo

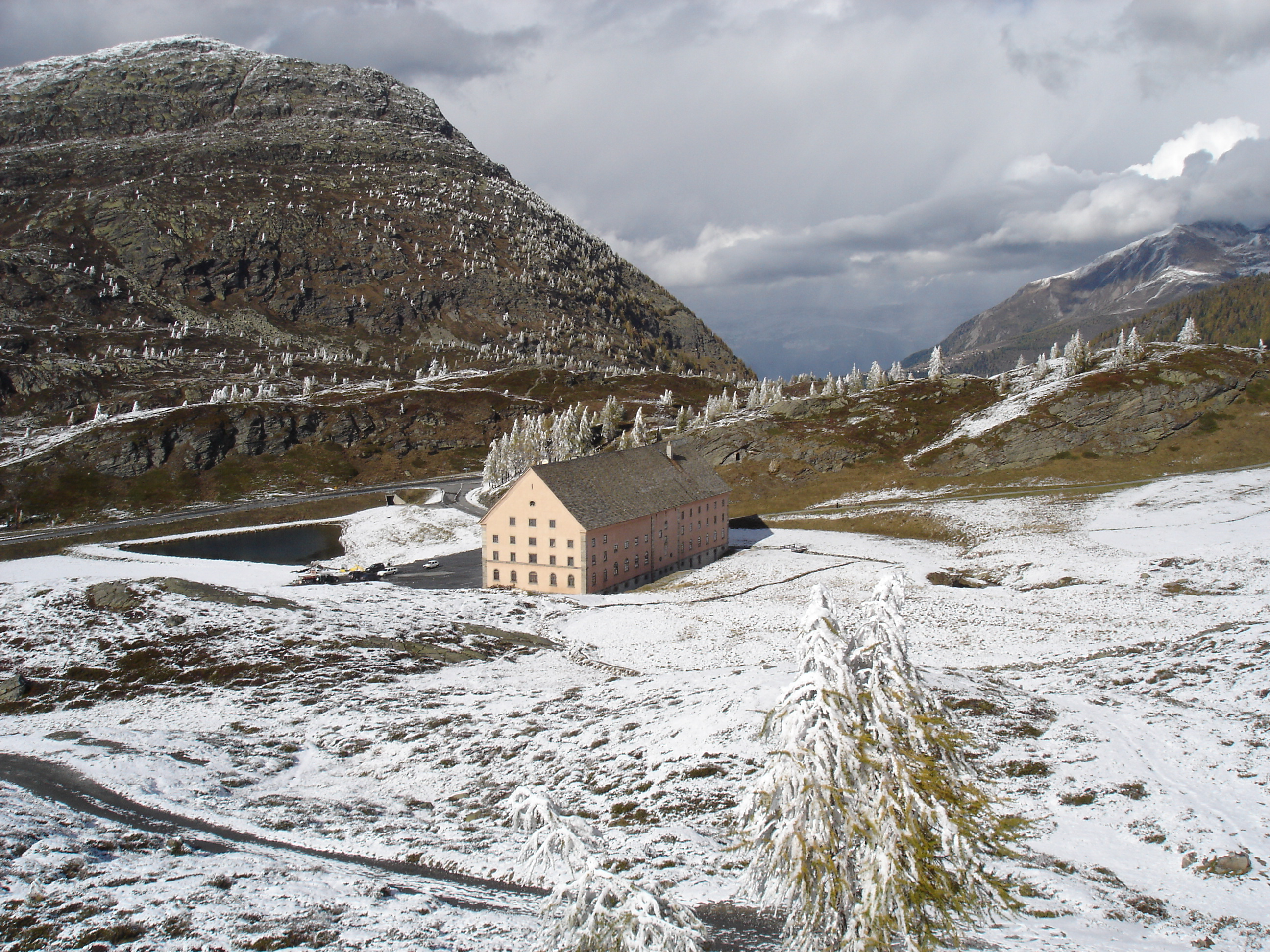
Passo del Sempione

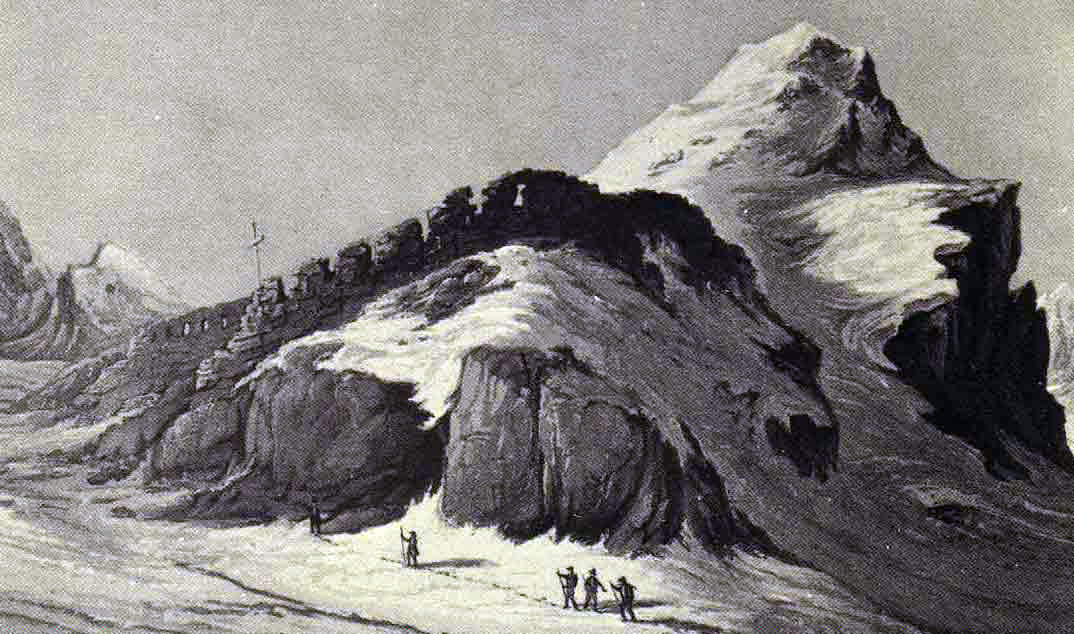
Colle del Teodulo

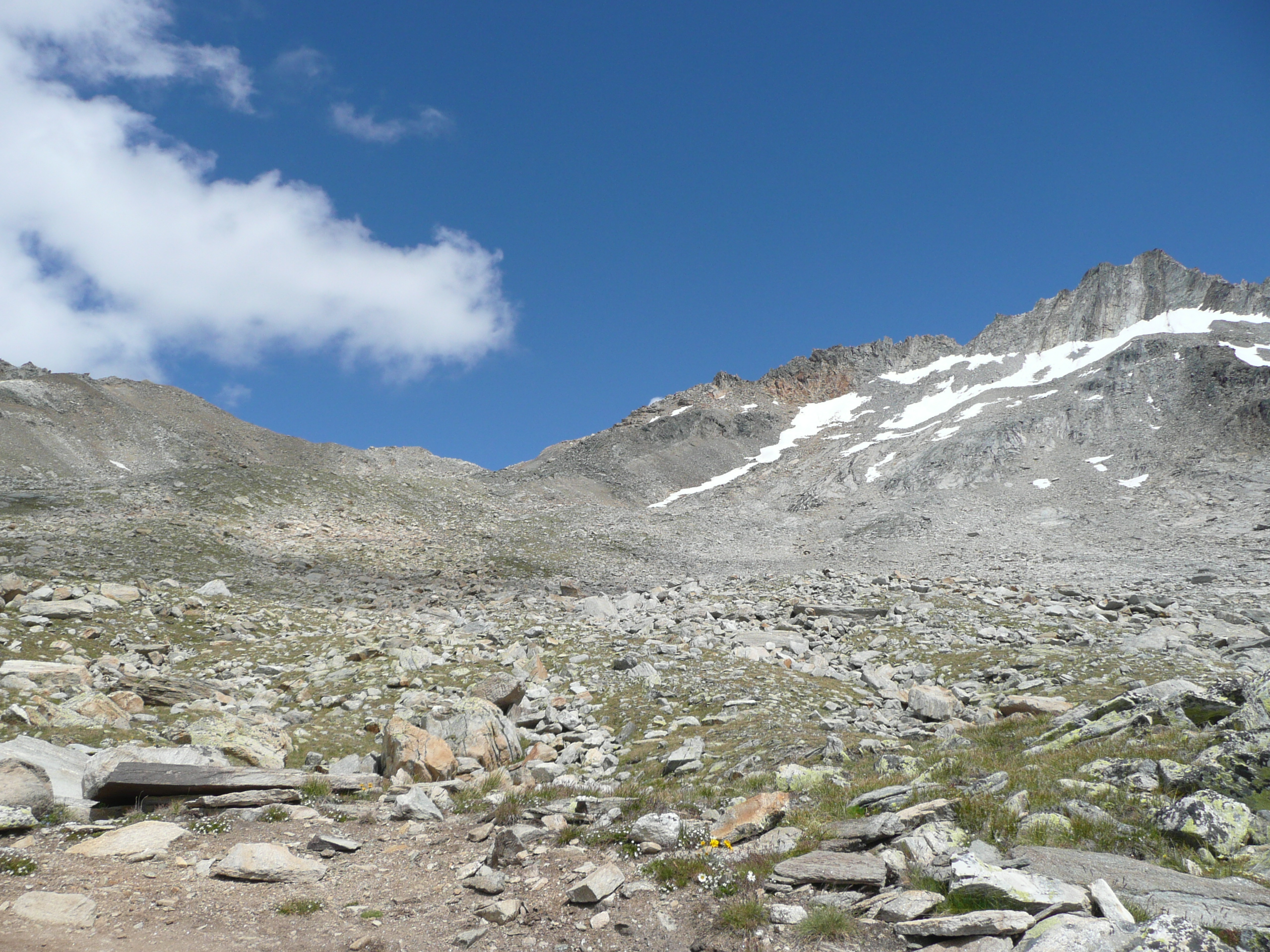
Zwischbergenpass

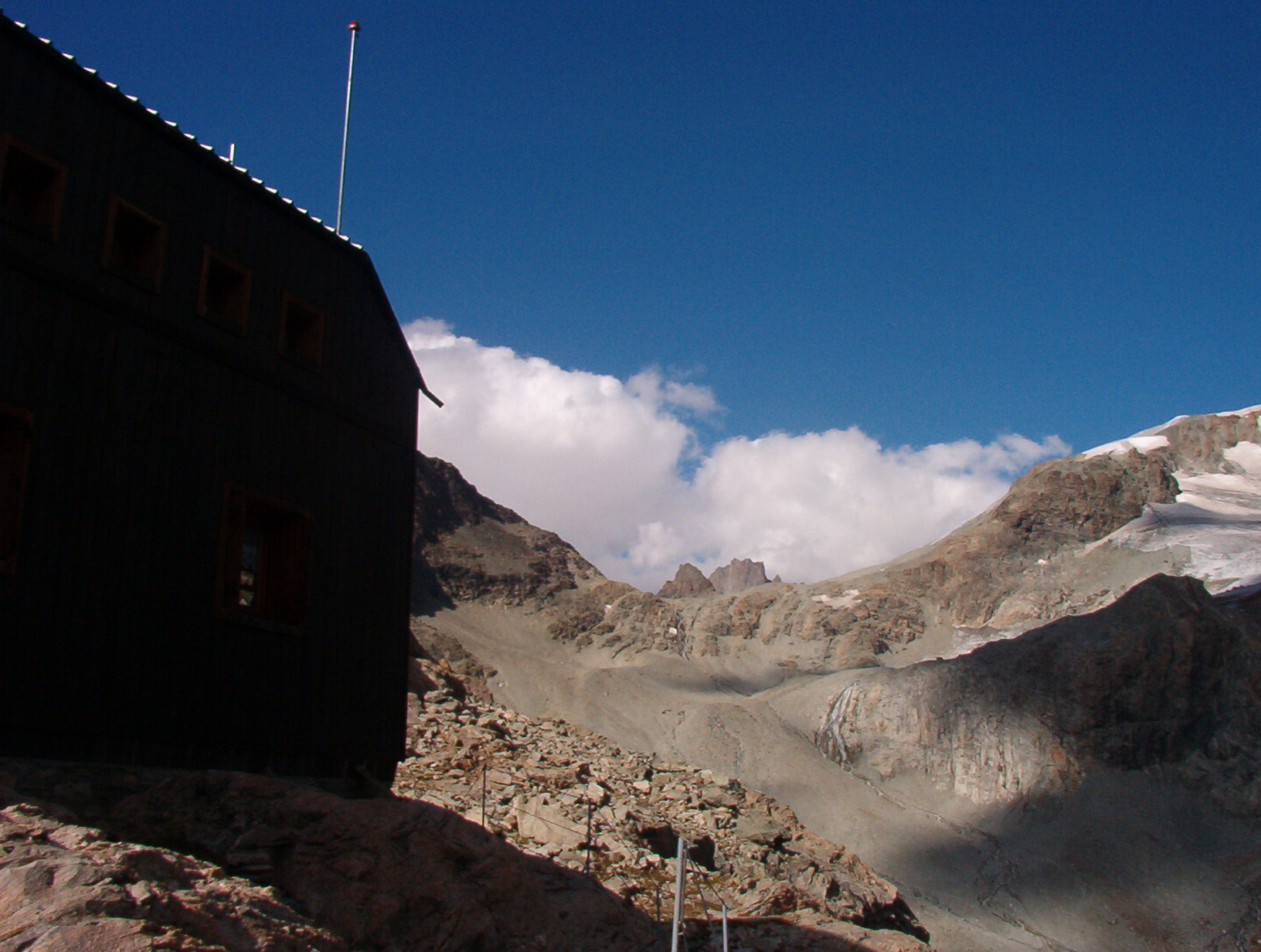
Colle Collon

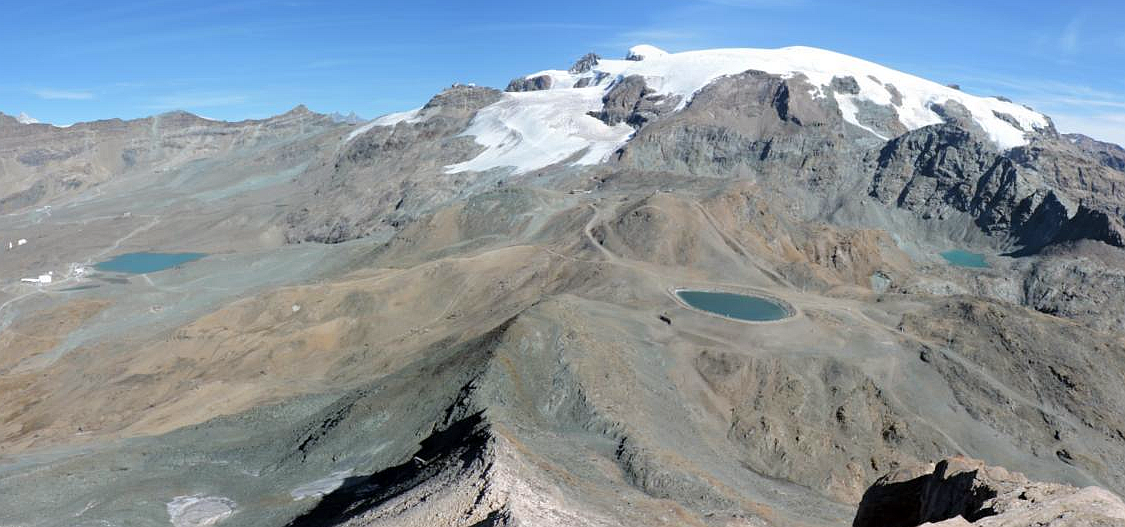
Colle superiore delle Cime Bianche

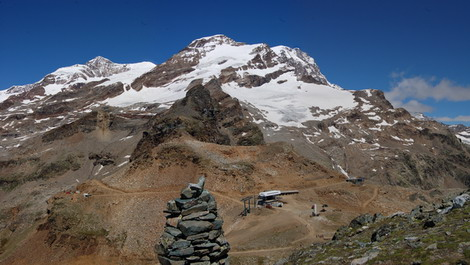
Passo dei Salati

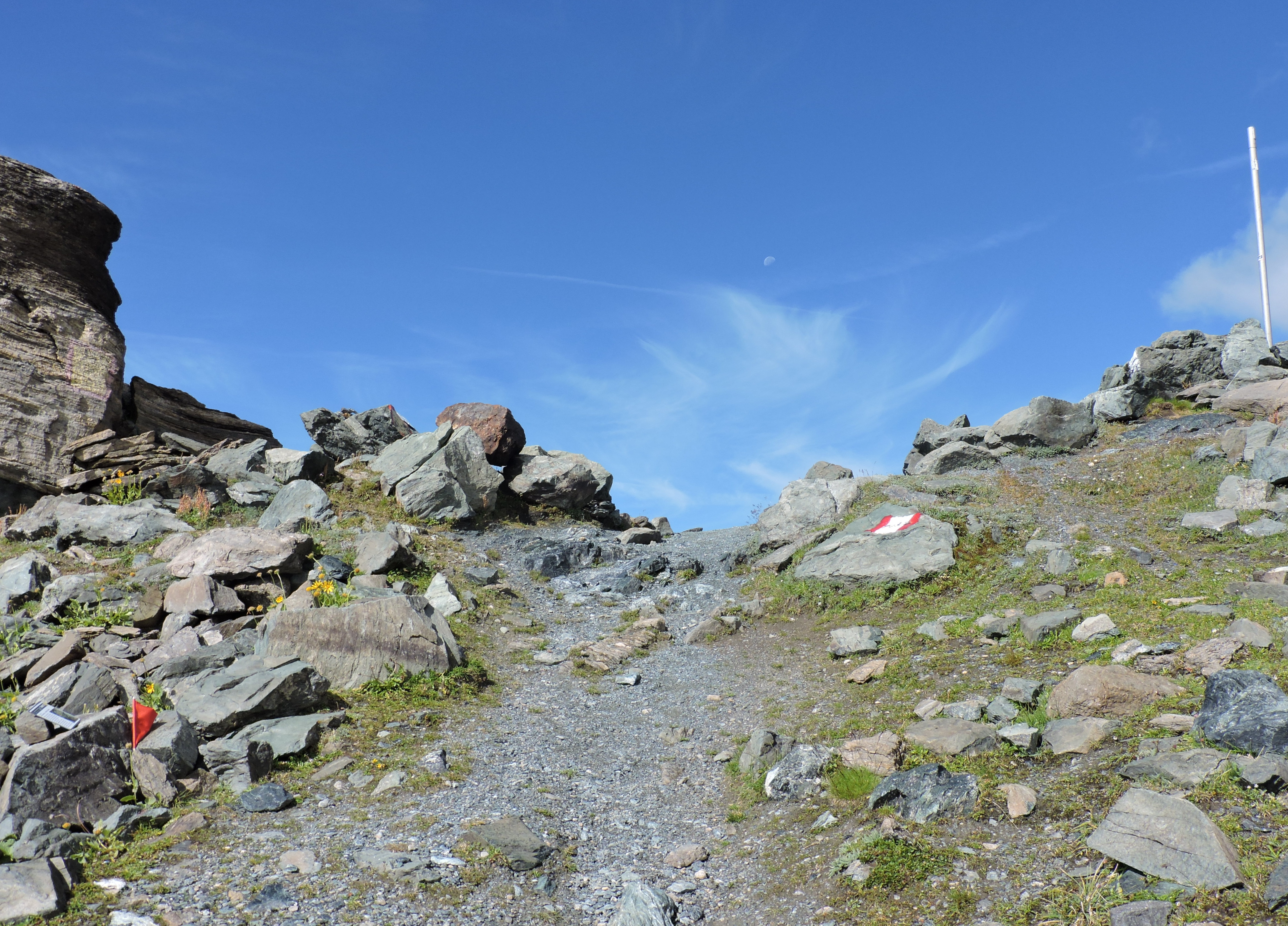
Col d'Olen

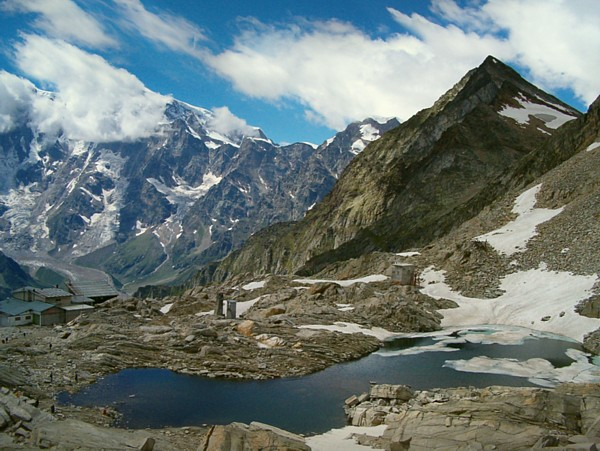
Passo del Monte Moro

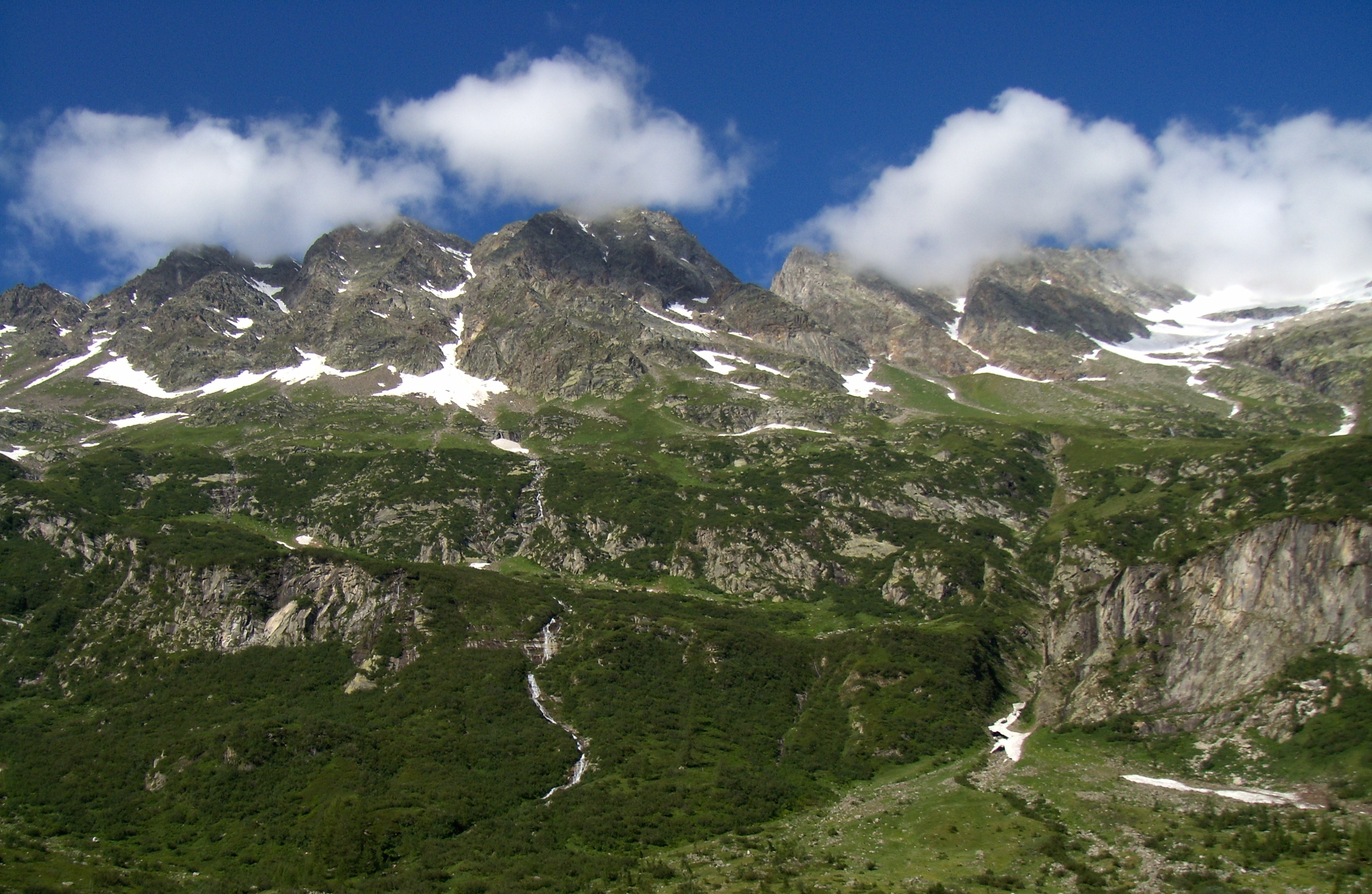
Passo del Turlo

I principali valichi alpini delle Alpi Pennine sono:
| nome                               | luogo                                            | tipo               | altezza (metri) |
| ---------------------------------- | ------------------------------------------------ | ------------------ | --------------- |
| Silbersattel (Sella d'Argento)     | da Zermatt a Macugnaga                           | neve               | 4,517           |
| Colle Gnifetti                     | da Zermatt a Macugnaga                           | neve               | 4.454           |
| Colle Zumstein                     | da Zermatt a Macugnaga                           | neve               | 4.452           |
| Colle Sesia                        | da Zermatt ad Alagna                             | neve               | 4.424           |
| Colle del Dom                      | da Randa a Saas-Fee                              | neve               | 4.286           |
| Colle delle Piode                  | da Zermatt ad Alagna                             | neve               | 4.285           |
| Colle del Lys                      | da Zermatt a Gressoney                           | neve               | 4.248           |
| Colle Vincent                      | da Gressoney ad Alagna                           | neve               | 4.088           |
| Colle del Mischabel                | da Zermatt a Saas-Fee                            | neve               | 3.856           |
| Alphubel Pass                      | da Zermatt a Saas-Fee                            | neve               | 3.802           |
| Passo Adler                        | da Zermatt a Saas-Fee                            | neve               | 3.798           |
| Colle Signal                       | da Alagna a Macugnaga                            | neve               | 3.769           |
| Passo Moming                       | da Zermatt a Zinal                               | neve               | 3.745           |
| Schwarztor (o Porta Nera)          | da Zermatt alla Val d'Ayas                       | neve               | 3.741           |
| Passo Ried                         | da Sankt-Niklaus a Saas-Fee                      | neve               | 3.597           |
| Passo Allalin                      | da Zermatt a Saas-Fee                            | neve               | 3.570           |
| Colle di Valpelline                | da Zermatt ad Aosta                              | neve               | 3.562           |
| Colle del Bies                     | da Randa a Turtmann                              | neve               | 3.549           |
| Colle del Trift                    | da Zermatt a Zinal                               | neve               | 3.540           |
| Passo del Nuovo Weisstor           | da Zermatt a Macugnaga                           | neve               | 3.498           |
| Colle del Sonadon                  | da Bourg-Saint-Pierre alla valle di Bagnes       | neve               | 3.489           |
| Col d'Herens                       | da Zermatt ad Evolène                            | neve               | 3.480           |
| Colle Durand                       | da Zermatt a Zinal                               | neve               | 3.474           |
| Colle des Maisons Blanches         | da Bourg-Saint-Pierre alla valle di Bagnes       | neve               | 3.426           |
| Colle di Bertol                    | da Arolla al Colle d'Herens                      | neve               | 3.414           |
| Colle du Mont Rouge                | dalla Val di Bagnes alla valle d'Hérémence       | neve               | 3.341           |
| Colle delle Locce                  | da Alagna a Macugnaga                            | neve               | 3.334           |
| Colle del Teodulo                  | da Zermatt alla Valtournenche                    | neve               | 3.322           |
| Colle de Tracuit                   | da Zinal a Turtmann                              | neve               | 3.252           |
| Passo dello Zwischbergen           | da Saas-Fee a Gondo                              | neve               | 3.248           |
| Col d'Oren                         | dalla Val di Bagnes alla Valpelline              | neve               | 3.242           |
| Colle di Seilon                    | dalla Val di Bagnes alla valle d'Hérémence       | neve               | 3.200           |
| Colle du Cret                      | dalla Val di Bagnes alla valle d'Hérémence       | neve               | 3.148           |
| Colle di Valcournera               | dalla Valtournenche alla Valpelline              | neve               | 3.147           |
| Colle Collon                       | da Arolla ad Aosta                               | neve               | 3.130           |
| Colle di Valsorey                  | da Bourg-Saint-Pierre ad Aosta                   | neve               | 3.113           |
| Passo Rizzetti                     | da Alagna a Macugnaga                            | sentiero difficile | 3.102           |
| Colle di Chermontane               | dalla Val di Bagnes ad Arolla                    | neve               | 3.084           |
| Bocchetta di Faller                | da Alagna a Macugnaga                            | sentiero difficile | 3.071           |
| Colle superiore delle Cime Bianche | dalla Valtournenche alla Val d'Ayas              | sentiero difficile | 2.980           |
| Passo dei Salati                   | da Gressoney-La-Trinité ad Alagna Valsesia       | sentiero           | 2.936           |
| Colle di Torrent                   | da Evolène alla valle di Torrent                 | sentiero difficile | 2.924           |
| Passo di Augstbord                 | da Sankt-Niklaus a Turtmann                      | sentiero difficile | 2.893           |
| Colle di Crête Sèche               | dalla Val di Bagnes alla Valpelline              | neve               | 2.888           |
| Col d'Olen                         | da Alagna a Gressoney                            | sentiero           | 2.871           |
| Passo del Monte Moro               | da Saas-Fee a Macugnaga                          | sentiero           | 2.862           |
| Passo de Chevres                   | da Arolla alla valle d'Hérémence                 | sentiero           | 2.851           |
| Passo di Antrona                   | da Saas-Fee a Antrona Schieranco                 | sentiero difficile | 2.844           |
| Colle di Sorebois                  | da Zinal alla val di Torrent                     | sentiero difficile | 2.825           |
| Colle di Vessona                   | Valpelline a Nus                                 | sentiero           | 2.794           |
| Finestra di Durand                 | dalla Val di Bagnes a Aosta                      | sentiero difficile | 2.786           |
| Passo Z'Meiden                     | da Zinal a Turtmann                              | sentiero difficile | 2.772           |
| Passo del Turlo                    | da Alagna a Macugnaga                            | sentiero           | 2.736           |
| Finestra di Ferret                 | dal Gran San Bernardo alla Val Ferret (Svizzera) | sentiero difficile | 2.699           |
| Colle Bettaforca                   | dalla Val d'Ayas a Gressoney                     | sentiero difficile | 2.676           |
| Col Serena                         | dal Gran San Bernardo a Morgex                   | sentiero           | 2.538           |
| Col Ferret                         | da Courmayeur a Orsières                         | sentiero difficile | 2.533           |
| Colle di Valdobbia                 | da Gressoney a Riva Valdobbia                    | sentiero           | 2.480           |
| Gran San Bernardo                  | da Martigny ad Aosta                             | strada             | 2.472           |
| Colle del Loo                      | da Gressoney a Rassa                             | sentiero           | 2.452           |
| Colle di Moud                      | da Alagna a Rima                                 | sentiero           | 2.323           |
| Colle d'Egua                       | da Rima alla Valle Anzasca                       | sentiero difficile | 2.236           |
| Colle Ranzola                      | da Brusson a Gressoney-Saint-Jean                | sentiero           | 2.170           |
| Passo del Sempione                 | da Briga a Domodossola                           | strada             | 2.009           |
| Passo Baranca                      | da Varallo alla Valle Anzasca                    | sentiero difficile | 1.820           |
| Col de Fenêtre                     | da Arnad a Perloz                                | sentiero           | 1.673           |
| Mottarone                          | da Armeno a Stresa                               | strada             | 1.491           |

## Curiosità
Nel detto ampiamente usato per insegnare la partizione delle Alpi italiane Ma con gran pena le reca giù le Alpi Pennine sono rappresentate dalla quarta sillaba, Pe.